# كازالي مونفيراتو
كازالي مونفيراتو (بالإيطالية: Casale Monferrato)‏ مدينة إيطالية بمقاطعة ألساندريا في إقليم بييمونتي . بتعداد قاطنيها البالغ أكثر من 36,000 ساكن تكون ثانية مدن المقاطعة بعد العاصمة ألساندريا.

## السكان
في سنة 1861 بلغ عدد السكان 26٬755 نسمة، وتطور العدد ليصل في سنة 2011 لـ 34٬812 نسمة.
يظهر هذا المخطط البياني تطور النمو السكاني لـ كازالي مونفيراتو

## توأمة
لكازالي مونفيراتو اتفاقيات توأمة مع كل من:
- بسكارا
- ترنافا
- وينشتات
- جيروكاستر
- مانتوفا

## معرض صور

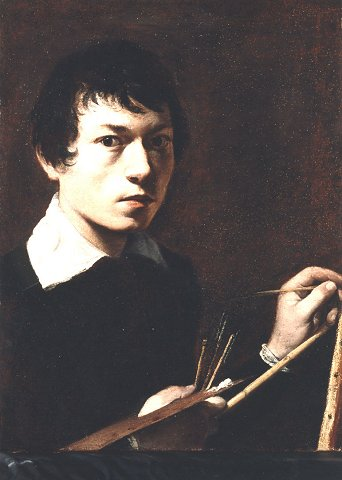
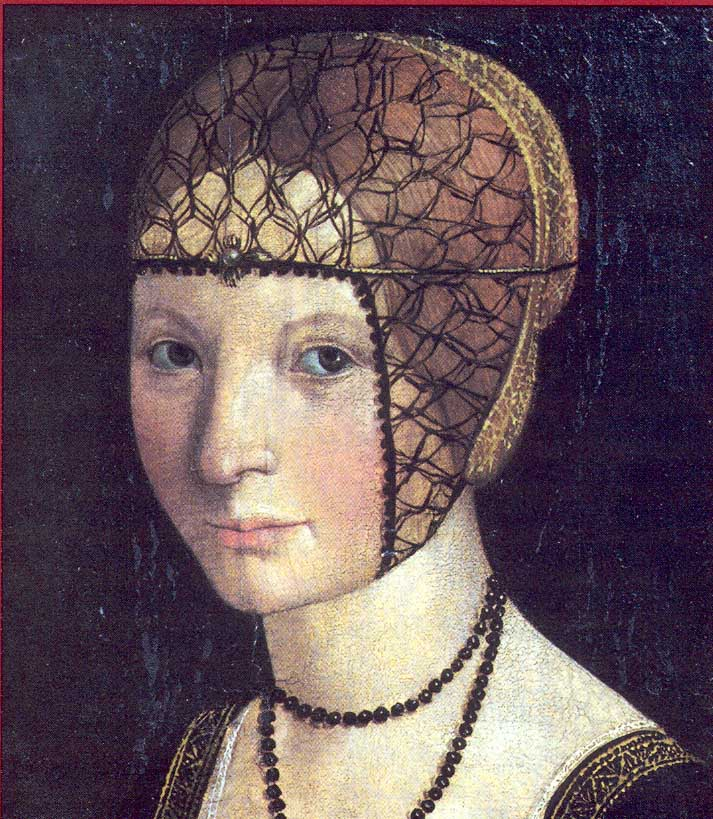
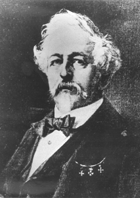
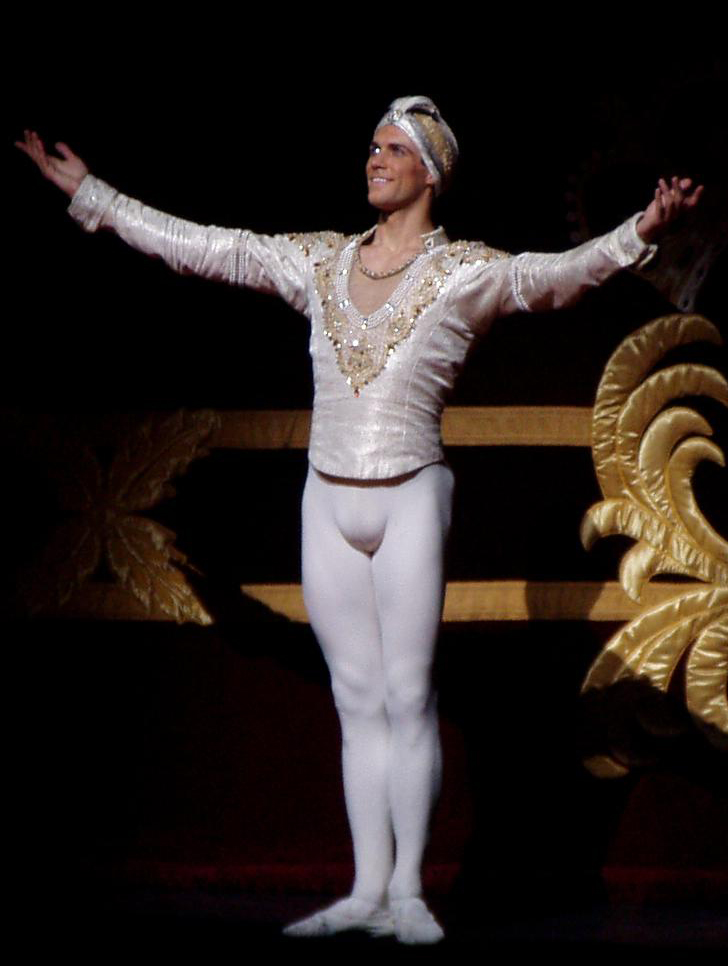

## أعلام
- كارلو كوزيو
- أسكانيو سوبريرو
- جيوفاني الرابع، ماركيز مونفيراتو
- ليو ليفي
- أوغو كافالليرو